# Chris Brown (zanger)
Christopher Maurice (Chris) Brown (Tappahannock, 5 mei 1989) is een Amerikaanse zanger, danser en acteur.

## Biografie

### Jeugd
Chris Brown groeide thuis op met de platencollectie van zijn moeder, die veel oude soulnummers had. Zo leerde hij teksten van Stevie Wonder en Anita Baker uit zijn hoofd. Omdat zijn macho klasgenoten alleen van hiphop hielden, liet de zanger zijn zangtalenten alleen aan zijn moeder horen. Brown raakte door de muzikale voorkeur van zijn ouders bekend met de muziek van Michael Jackson, Sam Cooke, Usher, Stevie Wonder en Anita Baker. Toch lagen zijn eigen ambities in rap. Toen hij elf jaar oud was begon hij ook te zingen. Zijn vader werkte bij een tankstation, waar op een dag een muziekproducent kwam die op zoek was naar een jongen met talent, waarop de vader van Brown aangaf dat hij een zoon had met talent.

### Doorbraak
Met hulp van de producent Scott Storch kwam in 2005 zijn eerste single Run It uit. Op televisie werd deze single in een remix met Juelz Santana uitgezonden. Storch produceerde ook de meeste nummers op Browns debuutalbum, dat eind november 2005 uitkwam. De volgende single die Brown in Nederland uitbracht, was Yo (Excuse Me Miss). Zijn derde single was Gimme That, en voor de film Step Up heeft hij ook nog Say Goodbye als single uitgebracht.
Ook was Brown te zien in het MTV-programma My Super Sweet 16, waar Chris Brown, My Super Sweet 18 van werd gemaakt.

### Mishandeling
Op 8 februari 2009 gaf Chris Brown, in het bijzijn van zijn manager, zichzelf aan bij de politie van Los Angeles nadat hij enkele dagen ervoor zijn toenmalige vriendin Rihanna had geslagen en verwondingen had toegebracht. Hij betaalde onmiddellijk de borg. Op 25 augustus 2009 zou het oordeel van de rechter volgen. Brown moest 1400 uur (zes maanden) volmaken met activiteiten als auto's wassen en graffiti verwijderen, besliste de rechter in Los Angeles. De rechter verbood de zanger ook voor de komende vijf jaar contact te zoeken met zijn ex-vriendin. Ten slotte moest hij een jaar lang een cursus over huiselijk geweld volgen. Brown sloot een deal met justitie. In ruil voor zijn bekentenis liet het Openbaar Ministerie een tweede aanklacht, wegens bedreiging, vallen.

### Comeback
2010 werd het jaar van zijn comeback. Met een nummer 1-hit (Deuces met Tyga en Kevin McCall) in de Amerikaanse r&b-hitlijsten was Brown weer positief in het nieuws. Het nummer bleef tien weken lang aan de top en was daarmee de grootste r&b-track van het jaar in Amerika. Aan het einde van 2010 bracht Brown zijn eerste popsingle sinds Forever uit als leadsingle voor zijn nieuwe album F.A.M.E. getiteld Yeah 3x. In de Verenigde Staten bereikte de single als hoogste positie een 15e plaats in de Billboard Hot 100. Het album, dat in maart 2011 uitkwam, was ook een succes: het bereikte de eerste plaats in de Billboard 200 en werd daarmee zijn eerste nummer 1-album in de Verenigde Staten. Brown gaf aan dat er binnen zes maanden na F.A.M.E. een tweede album zou worden uitgebracht onder de titel Fortune. Het album zal echter naar verwachting pas in maart 2012 uitkomen. De eerste single Turn Up the Music werd op 26 januari uitgebracht op vele Amerikaanse radiozenders. Op 20 februari 2012 bracht Rihanna een remix van Birthday Cake van haar album Talk That Talk uit, met Brown als gastzanger. Op dezelfde dag kwam ook een remix uit van Turn Up the Music, met Rihanna.

### Filmcarrière
Brown had een kleine rol in de film Stomp the Yard met Ne-Yo, Meagan Good en Columbus Short. In 2007 verscheen hij in de familiedrama This Christmas samen met Regina King. In 2010 had hij de hoofdrol in Takers samen met T.I., Matt Dillon en Paul Walker. In 2012 kwam een film uit, waarin hij maar een kleine rol speelt, Act Like a Lady Think Like a Man. Brown is ook een van de acteurs in de film Battle of The Year uit 2013. Verder speelde hij Will in The O.C.

## Privéleven
Brown heeft twee dochters en een zoon uit verschillende relaties.
Zijn dochter genaamd Royalty Brown is geboren op 27 mei 2014 en zijn zoon Aeko Brown op 20 november 2019. De tweede dochter werd in 2022 geboren.

## Discografie

### Albums
| Album met eventuele hitnotering(en) in de Nederlandse Album Top 100 | Datum van verschijnen | Datum van binnenkomst | Hoogste positie | Aantal weken | Opmerkingen                    |
| ------------------------------------------------------------------- | --------------------- | --------------------- | --------------- | ------------ | ------------------------------ |
| Chris Brown                                                         | 17-02-2005            | 25-02-2006            | 47              | 7            |                                |
| Exclusive                                                           | 02-11-2007            | 17-11-2007            | 68              | 12           |                                |
| Graffiti                                                            | 04-12-2009            | 12-12-2009            | 83              | 2            |                                |
| F.A.M.E.                                                            | 18-03-2011            | 26-03-2011            | 16              | 9            |                                |
| Fortune                                                             | 06-07-2012            | 07-07-2012            | 1 (1wk)         | 13           |                                |
| X                                                                   | 12-09-2014            | 20-09-2014            | 5               | 4            |                                |
| Fan of a fan - The album                                            | 20-02-2015            | 28-02-2015            | 30              | 2            | met Tyga                       |
| Royalty                                                             | 18-12-2015            | 26-12-2015            | 21              | 15           |                                |
| Heartbreak on a full moon                                           | 31-10-2017            | 04-11-2017            | 15              | 12           |                                |
| Indigo                                                              | 28-06-2019            | 06-07-2019            | 11              | 21           |                                |
| Slime & B                                                           | 2020                  | 16-05-2020            | 33              | 17           | in samenwerking met Young Thug |
| Breezy                                                              | 2022                  | 02-07-2022            | 6               | 5            |                                |

| Album met hitnotering(en) in de Vlaamse Ultratop 200 albums | Datum van verschijnen | Datum van binnenkomst | Hoogste positie | Aantal weken | Opmerkingen                    |
| ----------------------------------------------------------- | --------------------- | --------------------- | --------------- | ------------ | ------------------------------ |
| Chris Brown                                                 | 2005                  | 04-03-2006            | 47              | 6            |                                |
| Exclusive                                                   | 2007                  | 22-03-2008            | 23              | 41           |                                |
| Graffiti                                                    | 2009                  | 06-02-2010            | 99              | 1            |                                |
| F.A.M.E.                                                    | 2011                  | 26-03-2011            | 33              | 13           |                                |
| Fortune                                                     | 2012                  | 07-07-2012            | 21              | 24           |                                |
| X                                                           | 2014                  | 20-09-2014            | 21              | 10           |                                |
| Fan of a fan - The album                                    | 2015                  | 28-02-2015            | 51              | 9            | met Tyga                       |
| Royalty                                                     | 2015                  | 26-12-2015            | 48              | 10           |                                |
| Heartbreak on a full moon                                   | 2017                  | 11-11-2017            | 38              | 11           |                                |
| Indigo                                                      | 2019                  | 06-07-2019            | 22              | 7            |                                |
| Slime & B                                                   | 2020                  | 16-05-2020            | 156             | 1            | in samenwerking met Young Thug |
| Breezy                                                      | 2022                  | 02-07-2022            | 37              | 3            |                                |

### Singles
| Single met eventuele hitnotering(en) in de Nederlandse Top 40 | Datum van verschijnen | Datum van binnenkomst | Hoogste positie | Aantal weken | Opmerkingen                                                   |
| ------------------------------------------------------------- | --------------------- | --------------------- | --------------- | ------------ | ------------------------------------------------------------- |
| Run It!                                                       | 26-07-2005            | 21-01-2006            | 11              | 9            | met Juelz Santana / Nr. 9 in de Single Top 100 / Alarmschijf  |
| Yo (Excuse Me Miss)                                           | 2006                  | 08-04-2006            | tip6            | -            | Nr. 67 in de Single Top 100                                   |
| Gimme that (Remix)                                            | 2006                  | -                     |                 |              | met Lil Wayne / Nr. 94 in de Single Top 100                   |
| With You                                                      | 03-12-2007            | 08-03-2008            | 31              | 5            | Nr. 56 in de Single Top 100 / Alarmschijf                     |
| Forever                                                       | 23-04-2008            | 05-07-2008            | 24              | 12           | Nr. 51 in de Single Top 100 / Alarmschijf                     |
| No air                                                        | 09-08-2008            | 23-08-2008            | 9               | 12           | met Jordin Sparks / Nr. 17 in de Single Top 100 / Alarmschijf |
| I can transform ya                                            | 16-11-2009            | 21-11-2009            | tip11           | -            | met Lil Wayne & Swizz Beatz / Nr. 57 in de Single Top 100     |
| Crawl                                                         | 2010                  | 16-01-2010            | tip8            | -            |                                                               |
| Yeah 3x                                                       | 10-01-2011            | 19-02-2011            | 10              | 14           | Nr. 22 in de Single Top 100                                   |
| Beautiful people                                              | 11-04-2011            | 30-04-2011            | 30              | 7            | met Benny Benassi / Nr. 25 in de Single Top 100 / Alarmschijf |
| Pot of gold                                                   | 11-07-2011            | 20-08-2011            | tip9            | -            | met Game                                                      |
| International love                                            | 2011                  | 19-11-2011            | 35              | 3            | met Pitbull / Nr. 61 in de Single Top 100                     |
| Strip                                                         | 2012                  | -                     |                 |              | met Kevin "K-Mac" McCall / Nr. 95 in de Single Top 100        |
| Turn up the music                                             | 23-01-2012            | 03-03-2012            | 24              | 6            | Nr. 30 in de Single Top 100 / Alarmschijf                     |
| I can only imagine                                            | 2012                  | 21-04-2012            | tip4            | -            | met David Guetta & Lil Wayne / Nr. 98 in de Single Top 100    |
| Don't wake me up                                              | 28-05-2012            | 14-07-2012            | 34              | 4            | Nr. 37 in de Single Top 100                                   |
| As your friend                                                | 2013                  | 13-04-2013            | 30              | 3            | met Afrojack / Nr. 40 in de Single Top 100                    |
| Fine China                                                    | 2013                  | 18-05-2013            | 33              | 3            | Nr. 56 in de Single Top 100                                   |
| Show me                                                       | 2013                  | 15-03-2014            | tip7            | -            | met Kid Ink / Nr. 84 in de Single Top 100                     |
| Loyal                                                         | 2014                  | -                     |                 |              | met Lil Wayne & Tyga / Nr. 98 in de Single Top 100            |
| Ayo                                                           | 2015                  | -                     |                 |              | met Tyga / Nr. 45 in de Single Top 100                        |
| Five more hours                                               | 2015                  | -                     |                 |              | met Deorro / Nr. 34 in de Single Top 100                      |
| Fun                                                           | 2015                  | 20-06-2015            | 9               | 16           | met Pitbull / Nr. 16 in de Single Top 100 / Alarmschijf       |
| All eyes on you                                               | 2015                  | -                     |                 |              | met Meek Mill & Nicki Minaj / Nr. 82 in de Single Top 100     |
| This Christmas                                                | 2015                  | -                     |                 |              | Nr. 94 in de Single Top 100                                   |
| Fine by me                                                    | 2016                  | -                     |                 |              | Nr. 97 in de Single Top 100                                   |
| Questions                                                     | 2017                  | 09-09-2017            | tip1            | -            | Nr. 43 in de Single Top 100                                   |
| Freaky friday                                                 | 2018                  | 14-04-2018            | tip2            | -            | met Lil Dicky / Nr. 28 in de Single Top 100                   |
| Undecided                                                     | 2019                  | 12-01-2019            | tip7            | -            | Nr. 43 in de Single Top 100                                   |
| No guidance                                                   | 2019                  | 22-06-2019            | tip7            | -            | met Drake / Nr. 36 in de Single Top 100                       |
| Don't check on me                                             | 2019                  | -                     |                 |              | met Justin Bieber & Ink / Nr. 70 in de Single Top 100         |
| Go crazy                                                      | 2020                  | 15-08-2020            | tip26*          |              | met Young Thug                                                |

| Single met hitnotering(en) in de Vlaamse Ultratop 50 | Datum van verschijnen | Datum van binnenkomst | Hoogste positie | Aantal weken | Opmerkingen                                     |
| ---------------------------------------------------- | --------------------- | --------------------- | --------------- | ------------ | ----------------------------------------------- |
| Run it!                                              | 2005                  | 11-02-2006            | 23              | 14           | met Juelz Santana                               |
| Yo (Excuse me miss)                                  | 2006                  | 13-05-2006            | tip6            | -            |                                                 |
| With you                                             | 2007                  | 15-03-2008            | tip2            | -            |                                                 |
| Forever                                              | 2008                  | 09-08-2008            | 47              | 3            |                                                 |
| No air                                               | 2008                  | 06-09-2008            | 19              | 10           | met Jordin Sparks / Nr. 17 in de Radio 2 Top 30 |
| Superhuman                                           | 2008                  | 03-01-2009            | tip19           | -            | met Keri Hilson                                 |
| I can transform ya                                   | 2009                  | 12-12-2009            | tip5            | -            | met Lil Wayne & Swizz Beatz                     |
| Yeah 3x                                              | 2011                  | 22-01-2011            | 8               | 21           |                                                 |
| Beautiful people                                     | 2011                  | 07-05-2011            | 19              | 20           | met Benny Benassi                               |
| Next to you                                          | 13-06-2011            | 02-07-2011            | tip10           | -            | met Justin Bieber                               |
| Pot of gold                                          | 2011                  | 27-08-2011            | tip25           | -            | met Game                                        |
| International love                                   | 2011                  | 31-12-2011            | 20              | 11           | met Pitbull                                     |
| Strip                                                | 2012                  | 04-02-2012            | tip51           | -            | met Kevin "K-Mac" McCall                        |
| Turn up the music                                    | 2012                  | 10-03-2012            | 28              | 9            |                                                 |
| Don't wake me up                                     | 2012                  | 09-06-2012            | 12              | 22           |                                                 |
| I can only imagine                                   | 2012                  | 14-07-2012            | tip7            | -            | met David Guetta & Lil Wayne                    |
| Don't judge me                                       | 01-10-2012            | 06-10-2012            | tip2            | -            |                                                 |
| Nobody's business                                    | 2013                  | 12-01-2013            | tip19           | -            | met Rihanna                                     |
| As your friend                                       | 2013                  | 06-04-2013            | tip5            | -            | met Afrojack                                    |
| Fine China                                           | 2013                  | 06-04-2013            | tip10           | -            |                                                 |
| Beat it                                              | 2013                  | 20-04-2013            | tip9            | -            | met Sean Kingston & Wiz Khalifa                 |
| Love more                                            | 17-08-2013            | 24-08-2013            | tip24           | -            | met Nicki Minaj                                 |
| Show me                                              | 2013                  | 05-02-2014            | 29              | 3            | met Kid Ink                                     |
| Loyal                                                | 2014                  | 26-04-2014            | 37              | 6            | met Lil Wayne & French Montana                  |
| Main chick                                           | 2014                  | 28-06-2014            | tip28           | -            | met Kid Ink                                     |
| New flame                                            | 2014                  | 30-08-2014            | tip29           | -            | met Usher & Rick Ross                           |
| Only                                                 | 2014                  | 15-11-2014            | tip39           | -            | met Nicki Minaj, Drake & Lil Wayne              |
| Ayo                                                  | 2015                  | 17-01-2015            | tip12           | -            | met Tyga                                        |
| Hotel                                                | 2015                  | 31-01-2015            | tip59           | -            | met Kid Ink                                     |
| Post to be                                           | 2015                  | 21-03-2015            | tip70           | -            | met Omarion & Jhené Aiko                        |
| Five more hours                                      | 2015                  | 25-04-2015            | 13              | 13           | met Deorro                                      |
| Do it again                                          | 2015                  | 25-07-2015            | tip64           | -            | met Pia Mia & Tyga                              |
| Bitches n marijuana                                  | 2015                  | 01-08-2015            | tip91           | -            | met Tyga & Schoolboy Q                          |
| All eyes on you                                      | 2015                  | 08-08-2015            | tip19           | -            | met Meek Mill & Nicki Minaj                     |
| Fun                                                  | 2015                  | 15-08-2015            | 50              | 1            | met Pitbull                                     |
| Body on me                                           | 2015                  | 29-08-2015            | tip55           | -            | met Rita Ora                                    |
| Zero                                                 | 2015                  | 10-10-2015            | tip25           | -            |                                                 |
| Paradise                                             | 2016                  | 23-04-2016            | tip21           | -            | met Benny Benassi                               |
| Party                                                | 2016                  | 31-12-2016            | tip             | -            | met Usher & Gucci Mane                          |
| Privacy                                              | 2017                  | 29-04-2017            | tip             | -            |                                                 |
| Questions                                            | 2017                  | 02-09-2017            | tip24           | -            |                                                 |
| Freaky friday                                        | 2018                  | 21-04-2018            | 46              | 2            | met Lil Dicky                                   |
| Undecided                                            | 2019                  | 12-01-2019            | tip29           | -            |                                                 |
| Light it up                                          | 2019                  | 04-05-2019            | tip             | -            | met Marshmello & Tyga                           |
| No guidance                                          | 2019                  | 15-06-2019            | tip6            | -            | met Drake                                       |
| Haute                                                | 2019                  | 15-06-2019            | tip             | -            | met J Balvin & Tyga                             |
| Don't check on me                                    | 2019                  | 06-07-2019            | tip             | -            | met Justin Bieber & Ink                         |

- Bibsys: 12034953
- Biblioteca Nacional de España: XX5541063
- Bibliothèque nationale de France: cb15039054k (data)
- Gemeinsame Normdatei: 135446406
- International Standard Name Identifier: 0000 0001 1816 0449
- Library of Congress Control Number: no2006013516
- MusicBrainz: c234fa42-e6a6-443e-937e-2f4b073538a3
- Nationale Bibliotheek van Tsjechië: xx0044076
- Nationale Bibliotheek van Israël: 987010684502205171
- Système universitaire de documentation: 159283965
- Virtual International Authority File: 59368194
- WorldCat: E39PBJpV77dMXVt7xwq8pTyyBP